# 3-as busz (Veszprém)
A veszprémi 3-as jelzésű autóbusz a Jutasi úti lakótelepet köti össze a Belvárossal, a Dózsavárossal, a Kistó utca környéki iparterületekkel és a Csererdővel. A város egyik legforgalmasabb viszonylata. A járatot a V-Busz üzemelteti.

## Története
A 3-as egyike Veszprém legrégibb járatainak. A város belső területeitől távol eső Bakony Művek több ezer dolgozóját már a menetrend szerinti autóbuszközlekedés megindulása előtt, az 1950-es években ún. fakaruszok szállították a munkahelyükre. Ezek az akkori piactérről indultak (ez ma kb. a Hotel megállóhellyel esik egybe), és a Hosszú-völgyben, majd a mai Szent István utcán és Kistó utcán haladva érték el a gyár kapuját, ahol a végállomásuk volt. Ez az útvonal lett később a 3-as vonalának az alapja. A Bakony Műveknél lévő végállomást az üzem melletti lakótelep kiépülésével kijjebb helyezték (korábban Bakony Művek lakótelep, ma Csererdő végállomás), de a vonal másik végpontja is többször változott. Az 1996-os nagy rendezés óta a 3-as a Haszkovó fordulóból indul, aminek következtében a forgalma tovább növekedett, hiszen a 20 ezer embernek otthont adó Jutasi úti lakótelepen is keresztülhalad.
Néhány évig létezett egy 37-es jelzésű viszonylat, amelynek útvonala teljesen megegyezett a 3-aséval, leszámítva, hogy a Csererdő helyett a Valeo üzemig közlekedett. Ezt 2008-ban megszüntették, azóta a 3-as napi néhány alkalommal a Valeót is érintve közlekedett.
2018. december 31-én késő estétől Veszprém új szolgáltatója, a V-Busz meghosszabbított útvonalon, Haszkovó forduló helyett a vasútállomástól közlekedteti az autóbuszokat, melyek már nem térnek be a Valeo gyárához.
2019. december 15-étől újra csak a Haszkovó fordulótól közlekedik.

## Útvonala
| Haszkovó forduló felé | Veszprém vasútállomás felé |
| --- | --- |
| Haszkovó forduló vá. – Haszkovó utca – Kálvin János park – Akácfa utca – Petőfi Sándor utca – Jutasi út – Mindszenty József utca – Brusznyai Árpád utca – Megyeház tér – Óvári Ferenc utca – Dózsa György utca – Szent István völgyhíd – Völgyhíd tér – Pápai út – Tizenháromváros tér – Táncsics Mihály utca – Szent István utca – Kistó utca – Házgyári út – Csererdei út – Csererdő vá. | Csererdő vá. – Csererdei út – Házgyári út – Kistó utca – Szent István utca – Táncsics Mihály utca – Tizenháromváros tér – Pápai út – Völgyhíd tér – Szent István völgyhíd – Dózsa György utca – Óvári Ferenc utca – Megyeház tér – Brusznyai Árpád utca – Mindszenty József utca – Jutasi út – Petőfi Sándor utca – Akácfa utca – Kálvin János park – Haszkovó utca – Haszkovó forduló vá. |

## Megállóhelyei
| 0  | Haszkovó forduló végállomás | 25 | 1, 2, 4, 4A, 6, 7, 7A, 8, 10, 11, 18, 20, 21                                  |
| 1  | Haszkovó utca               | 24 | 4, 4A, 7, 7A, 8, 8A, 11, 21                                                   |
| 3  | Őrház utca                  | 23 | 8, 8A, 11, 13, 21                                                             |
|    | Pipacs utca                 | 22 |                                                                               |
| 6  | Petőfi Sándor utca          | 21 | 1, 2, 4, 4A, 7, 7A, 10, 13                                                    |
| 7  | Veszprém autóbusz-állomás   | 20 | 1, 2, 4, 4A, 7, 7A, 10, 12, 12A, 13, 22, 23 Helyközi buszok Távolsági járatok |
| 9  | Hotel                       | 19 | 1, 2, 4, 4A, 5, 6, 7, 7A, 10, 12, 12A, 13, 22, 25                             |
| 10 | Petőfi Színház              | 17 | 1, 2, 4, 4A, 5, 6, 8, 8A, 10, 13, 25 Helyközi buszok Távolsági járatok        |
| 11 | Harmat utca                 | 15 | 1, 2, 5, 8, 8A, 25                                                            |
| 12 | Völgyhíd tér                | 13 | 1, 5, 8, 8A, 10, 12, 12A, 13, 25                                              |
| 13 | Pápai út 25.                | 11 | 1, 5, 8, 8A, 10, 12, 12A, 13, 25 Helyközi buszok Távolsági járatok            |
| 14 | Tizenháromváros tér         | 10 | 5, 10, 12, 12A, 13, 18, 25                                                    |
| 15 | Dózsa György tér            | 8  | 5, 10, 12, 12A, 13, 18, 25                                                    |
| 16 | Vértanú utca                | 7  | 10, 13, 18, 25 Helyközi buszok                                                |
| 17 | Avar utca                   | 6  | 10, 13, 18, 25                                                                |
| 18 | Tejipar                     | 4  | 18                                                                            |
| 19 | Fórum                       | 3  | 18                                                                            |
| 20 | Házgyár                     | 2  | 21 Helyközi buszok                                                            |
| 21 | Bakony Művek                | 1  | 8, 21 Helyközi buszok                                                         |
| 22 | Csererdő végállomás         | 0  | 8                                                                             |